# Hrvatski povijesni prostor u mlađem kamenom dobu
Mlađe kameno doba (neolitik, grč. νέoς: nov, mladi i λίϑoς: kamen) je razdoblje prvih prapovijesnih zajednica utemeljenih na proizvodnji hrane, odnosno kultivaciji biljaka i domestikaciji životinja. Naziv je uveo britanski antropolog John Lubbock 1865. Uz to razdoblje usko je povezan i sjedilački način života u trajnim naseljima, u kojima se podižu prvi čvrsti stambeni objekti. Najtipičnija kulturna novina izradba je predmeta od keramike te primjena novih tehnika glačanja i brušenja kamena. Pojedine od tih pojava zabilježene su u nekim područjima (Bliski istok, jugoistočna Europa) i u ranijim razdobljima, poput protoneolitika i pretkeramičkoga neolitika, pa se zato samo one zajednice koje imaju sve spomenute elemente smatraju neolitičkima. Pojava metala, njegova razvijena proizvodnja, šira uporaba i primjena, obilježavaju kraj neolitičkoga razdoblja. Neolitik u jugoistočnoj Europi počinje oko 6500 pr. Kr., a završava polovicom IV. tisućljeća pr. Kr. (3500 pr. Kr.).

## Mlađe kameno doba u Hrvatskoj
To je razdoblje u kojem nastaju prve sjedilačke ljudske zajednice s trajnim naseljima i čvrstim nastambama, utemeljene na uzgoju biljaka i domestikaciji životinja. Prije oko 10 000 god. s holocenom i otopljavanjem nastaju povoljniji uvjeti za prelazak čovjeka s lovačkog i skupljačkog načina života na vlastitu proizvodnju hrane. Ti se procesi odvijaju različito u pojedinim područjima, ali uglavnom obuhvaćaju umjereni pojas Dalekog istoka i Amerike, te osobito aktivno središte od Crnog mora i Perzijskog zaljeva do Nila, gdje se počinju uzgajati pšenica, ječam, raž, proso, pojedine grahorice, te lan i konoplja, a od životinja (uz ranijeg psa) udomaćuju se ovca, koza, svinja, govedo, deva i dr. Već u ranijim pretkeramičkim kulturama podižu se naselja gradskog tipa (npr. Jerihon), poslije i s bogatim keramičkim materijalom (Biblos, Çatal Hüyük i dr.). Grade se zemunice, ali i nadzemne konstrukcije od pletera, sušene opeke i dr. Usavršavaju se oruđa i oružja, javljaju se prvi ukrasni predmeti te plastika posvećena kultu. Prve izrazito neolitičke kulture u Hrvatskoj, starčevačku i impressokeramičku, nasljeđuju sopotska i korenovska kultura u kontinentalnoj Hrvatskoj, a danilska, hvarska i velolučka na jadranskoj obali, otocima i u zaleđu. Krajem mlađega kamenog doba u najistočnije dijelove Hrvatske prodire i vinčanska kultura, a u sjeverozapadne regionalna inačica lengyelske kulture. Obje spomenute pojave već imaju i određena obilježja bakrenoga doba, odnosno eneolitika.

### Kontinentalna Hrvatska
Starčevačka kultura je neolitička kultura što je tijekom VI. tisućljeća pr. Kr. obuhvaćala veliko područje od Transilvanije i Transdanubije, na sjeveru, do središnjih područja Albanije i Skopske kotline na jugu, Sofijske visoravni na istoku te do središnje Hrvatske i srednje Bosne na zapadu. Naziv je dobila po nalazištu Starčevo pokraj Pančeva, Srbija. Naselja su bila smještena na visokim riječnim terasama ili povišenim gredama, te na blagim padinama u riječnim dolinama. U ranijoj fazi gradile su se poluukopane kolibe nepravilna oblika sa šatorastom krovnom konstrukcijom, a u razvijenim fazama nadzemne pravokutne kolibe od pletera s podnicama od nabijene zemlje. Pokojnici su se pokapali unutar naselja, u zgrčenu položaju na boku. Gospodarska osnova bila je poljoprivreda, osobito uzgoj žitarica. Od životinja su se uzgajali govedo, manje ovce i koze te svinje. Oruđe i oružje izrađivalo se od različitih vrsta kamena cijepanjem i okresivanjem, glačanjem i brušenjem te od kosti i životinjskih rogova. Među keramičkim posuđem prevladavalo je grubo posuđe za svakidašnju uporabu ukrašeno tehnikom barbotina, otiskivanjem prsta i nokta, plastičnim naljepcima.
Izrađivalo se i fino keramičko posuđe, dobro uglačane površine s crvenom prevlakom ili oslikano bijelom, crnom, crvenom ili smeđom bojom. Oblici posuda jednostavni su, svedeni na zaobljene, kuglaste i polukuglaste zdjele, katkad na niskoj šupljoj nozi. Figuralnu plastiku obilježavaju jednostavni stupasti kipići s tek naznačenim pojedinostima lica i prsa te voluminozno oblikovani ženski likovi s naturalističkim detaljima (crvenokosa boginja iz Donje Branjevine). Podrijetlo starčevačke zajednice neki vežu uz autohtonu sredinu, dok drugi drže da je riječ o kulturi kolonizatora pristiglih s jugoistoka Europe. U Hrvatskoj starčevačka kultura predstavlja prvu u potpunosti neolitičku zajednicu koja je živjela gotovo na cijelom prostoru sjeverne Hrvatske, od njezinih istočnih granica pa sve do okolice Bjelovara na zapadu. Značajna su nalazišta Vinkovci, Sarvaš, Vučedol, Zadubravlje, Slavonski Brod, Pepelana, Kaniška Iva, Cernička Šagovina.
Sopotska kultura je neolitička kultura na prostoru istočne Slavonije i zapadnoga Srijema, nastala na temeljima starčevačke kulture, a pod snažnim utjecajima vinčanske kulture (Samatovci, Sopot, Otok, Privlaka, Vinkovci–Ervenica, Osijek, Bapska, Županja, Klokočevik). S matičnoga prostora proširila se preko Save u sjevernu Bosnu (Donji Klakar, Gornja Mahala), na zapad u sjeverozapadnu Hrvatsku, na sjever u mađarsku Transdanubiju, gdje je potaknula stvaranje lengyelskih kultura. Datira se u V. tisućljeće pr. Kr. Naselja su bila podizana na prirodno povišenim obalama rijeka i potoka, u močvarnim i vodoplavnim područjima. Pravokutne su kuće bile građene od drva i u tehnici pletera, ponekad su bile podijeljene u više prostorija. Pronađena su mnogobrojna oruđa od kosti, kremena, opsidijana i glačanih eruptivnih stijena te keramičko posuđe raznovrsnih oblika (bikonični lonci s dvjema ručkama, konične zdjele na visokoj nozi, bikonične ili zaobljene zdjele, lonci i lončići s-profila), ukrašeno kaneliranjem, kombinacijom urezivanja i ubadanja, slikanjem nakon pečenja, te rovašenim cik-cak crtama i okruglim udubinama.
Korenovska kultura je neolitička kultura raširena u središnjoj Hrvatskoj (Malo Korenovo i Drljanovac kraj Bjelovara, Kaniška Iva kraj Garešnice i Tomašica kraj Kutine). Pripada srednjoeuropskom kompleksu kultura s linearnotrakastom keramikom. Njezini su nositelji zadržali stariju, starčevačku tradiciju stanovanja u zemuničkim nastambama. Kultura je prepoznatljiva po finoj, sivkastoj keramici ukrašenoj urezivanjem – jednostrukim ravnim, izlomljenim ili lučnim crtama, spiralnim kukama, ili dvostrukim i trostrukim usporednim crtama koje tvore trakaste uzorke (V i A motivi, girlande, cik-cak trake i dr.). Korenovska kultura nastala je vjerojatno na prostoru jugozapadne Mađarske u doba starijih stupnjeva linearnotrakaste keramike, a odatle se preko Drave spustila u središnju Hrvatsku, gdje predstavlja najjužniji izdanak toga velikoga srednjoeuropskoga kulturnoga kompleksa.
Vinčanska kultura je prapovijesna kultura kasnoga neolitika i ranog eneolitika. Datira se između 5300. i 4400. pr. Kr. Ime dobila po nalazištu Vinči kraj Beograda. Obuhvaćala je područje omeđeno na sjeveru Karpatskim planinama, na zapadu hrvatskim dijelom Podunavlja, a južni i jugoistočni dio zatvarali su Dinaridi sve do Grčke i Sofijskoga bazena. Uz Vinču važna su nalazišta: Turdaş, Tartaria i Parţa u Rumunjskoj, Gomolava, Botoš, Kormadin, Banjica, Pločnik, Gradac i Divostin u Srbiji, Gornja Tuzla u BiH, te Bapska kao jedino nalazište u Hrvatskoj. Osnovna kronološka podjela kulture pretpostavlja četiri razvojna stupnja: A, B, C i D (Friedrich Holste, 1939.), novija je podjela na stariju i mlađu: Vinča-Tordoš (Turdaş) i Vinča-Pločnik (M. Garašanin, 1951.), svaka sa svojim podstupnjevima. Kulturu obilježavaju višeslojna naselja redovito uz rijeke i na njihovim plodnim terasama. Uz poljodjelstvo i stočarstvo (uzgoj goveda i svinja), pripadnici kulture poznavali su i upotrebljavali rijetke sirovine (cinabarit, malahit), a prisutni su i predmeti dospjeli trgovinom (opsidijan, alabaster, spondilus). Premda se prije držalo da se kovinarstvo javlja tek u stupnju B, vezano uz iskorištavanje rudnika bakra u Rudnoj Glavi, prema današnjim saznanjima ono je bilo poznato od samih početaka vinčanske kulture. Keramičku proizvodnju obilježava iznimno kvalitetno, tamno, sjajno uglačano posuđe te osebujni keramički kipići, kojih je samo u Vinči pronađeno oko 2500 primjeraka.
Lengyelska kultura predstavlja više kasnoneolitičkih i ranoeneolitičkih kultura raširenih na području zapadne Mađarske, jugozapadne Slovačke i Moravske, dijela Austrije, Slovenije i sjeverozapadne Hrvatske. Nastala je na temeljima linearnotrakaste keramike, uz utjecaje s juga i jugoistoka, odnosno sopotske i vinčanske kulture. Čini ju više srodnih kultura: Lužianky-Se, moravsko-slovačka slikana keramika, kulture Zengövárkony i Ludanice te niz kasnih regionalnih tipova. Ozalj je jedino nalazište regionalne inačice u Hrvatskoj. Ranu i klasičnu fazu obilježava prepoznatljiva slikana keramika (bijela, crvena i žuta boja nanošena je na posude nakon pečenja), dok u kasnoj fazi prevladavaju različiti plastični i urezani ukrasi. Starija su naselja smještena na riječnim obalama u nizinama, utvrđena jarcima, nasipima i drvenim ogradama. U Austriji i Slovačkoj postoje naselja okružena dvostrukim ili višestrukim dubokim rovovima u obliku koncentričnih kružnica nedovoljno istražene namjene. Mlađa se naselja nalaze na povišenim, prirodno zaštićenim položajima (gradine). Iako se u naseljima i u grobovima mogu naći i metalni predmeti, metalurgija još nije bila razvijena.

### Primorska Hrvatska
Impresso-keramika (talijanski impresso: utisnut) je kultura starijega neolitika (između 6500. i 4600. pr. Kr.), raširena po cijelome Sredozemlju, nazvana prema načinu ukrašavanja keramičkih posuda utiskivanjem prsta i nokta, zašiljenih predmeta od kamena ili kosti, rubova školjaka i puževa, a u kasnijim fazama i urezivanjem, osobito tehnikom a tremolo (talijanski: drhtav). Najčešći oblici su kuglaste i polukuglaste zdjele te duboki jajoliki lonci, a ornamentalni motivi vrlo su jednostavni (cik-cak crte, vučji zub i sl.). Duž jadranske obale i na otocima otkrivena su mnoga nalazišta, špiljska (Jami na Sredi, Vela jama, Vaganačka špilja, Grapčeva špilja, Markova špilja, Gudnja) ili na otvorenom (Vižula, Smilčić, Crno vrilo, Danilo), a odatle se kultura širila u unutrašnjost kroz Hercegovinu (Ravlića pećina, Zelena pećina, Hateljska pećina) sve do središnje Bosne (Obre I) i Crne Gore (Crvena stijena). Najvažniji lokaliteti naselja na otvorenom nalaze se u južnoj Istri (Vižula, Verudela, Vela Gromača kraj Kavrana, Pradišel, Debeljak kraj Premanture), a pojedinačni ulomci nađeni su i na prostorima potonjih gradinskih naselja: Šandalja, Vrčin, Vrčevan, Sv. Mihovil kraj Bala. Na najbolje istraženom nalazištu, Vižuli kraj Medulina (Boris Baćić) potvrđeno je postojanje nadzemnih kuća, a jednostavni loptasti lonci bili su ukrašeni utiskom ruba školjke.
Danilska kultura je srednjoneolitička kultura, nazvana po selu Danilu, kraj Šibenika. Datira se u V. tisućljeće pr. Kr. Rasprostire se duž cijele istočne jadranske obale, od Istre do Albanije, a njezini su utjecaji vidljivi i u susjednim područjima (srednja Bosna, Kosovo). Naselja su kružnoga ili polukružnoga tlorisa, s ukopanim ili nadzemnim nastambama, no stanovnici su često obitavali i po špiljama. Glavna su nalazišta Danilo, Smilčić, Bribir, Pokrovnik, Škarin samograd, Gudnja. Keramičko se posuđe ističe mnogim i raznovrsnim oblicima i ukrasima. Stilski su najznačajnije skupine slikane keramike i keramike bogato ukrašene raznovrsnim udubljenim, urezanim i reljefnim motivima, među kojima se osobito ističu spiralne kompozicije. U toj se skupini izdvajaju osebujne posude na četiri noge s visokom ručkom (tzv. ritoni), vjerojatno obredne namjene. Mnogobrojni su i nalazi stiliziranih ljudskih zvonolikih ili realističkih kipića, te životinjskih likova. Danilska kultura zastupljena je u malobrojnim lokalitetima na otvorenom (Limska gradina, Sv. Mihovil, Pradišel, Brijuni) i u ćićarijskim pećinama, gdje je pronađena keramika loptastih oblika ukrašena geometrijskim motivima i crtama bijele i crvene boje. No, keramika oblicima i ornamentikom pripada zaključnom izrazu danilske kulture, na prijelazu u mlađi neolitik i hvarsku kulturu.
Česti nalazi posuda ukrašenih tamnim glačanjem i onih dvobojno oslikanih, jedinstvena je pojava za prostor od Apulije do srednje Bosne, i čini temeljnu odrednicu kulture, po prvi put temeljitije istražene i detaljnije opisane u Veloj spili. Prema imenu i u čast obližnjeg gradića Vele Luke kultura je dobila ime i u literaturu ušla pod nazivom velolučka kultura (između 5500 i 4500 pr. Kr.). Osim fino ukrašenih posuda, većinu pronađenog keramičkog materijala čine ulomci jednostavne strukture, ukrašeni visećim trokutima ispunjenim mrežastim urezivanjem te ponekom plastičnom izbočinom. Uobičajeni su bikonični oblici i posude s povišenom nogom. Brojni predmeti su ukrašeni uglavnom crnim, ali i crvenim ili smeđim kvalitetnim poliranjem Velolučka keramika razvijala se kroz više stupnjeva, dok su kameni, kremeni i koštani artefakti uglavnom isti kroz sve vrijeme trajanja srednjeg neolitika. Po tehnici izrade i dekoriranja razlikuje se pet keramičkih vrsta: fina slikana keramika, prijelazna slikana keramika, keramika ukrašena brazdanjem, keramika ukrašena udubljivanjem i gruba ukrašena i neukrašena keramika.
Hvarska kultura je kasnoneolitička i ranoeneolitička kultura (V/IV. tisućljeće pr. Kr.) raširena duž istočne jadranske obale sa središtem na srednjodalmatinskim otocima (Hvar, Korčula) te u Hercegovini, gdje je poznata i pod nazivom hvarsko-lisičićka kultura (Lisičići, nalazište kraj Konjica u Hercegovini). Nastala je na slojevima prethodne danilske kulture, a osebujnost joj je tamno keramičko posuđe s ukrasima (vrpce, girlande, polukrugovi) te složenim spiralnim i meandarskim uzorcima izvedenima urezivanjem ili slikanjem bijelom, crvenom, žutom, smeđom i crnom bojom. U lisičićkoj su inačici češći urezani motivi, među kojima se ističu simbolički motivi sunca i mjeseca te narativni prizori (lov, kuće, stabla, ljudski i životinjski likovi). Duhovni život očituje se u kultu mrtvih, nakitu, uporabi crvene boje i plastičnim figuricama s ljudskim i životinjskim likovima. Važnija su nalazišta Markova i Grapčeva špilja na Hvaru, Jakasova i Vela špilja na Korčuli, Gudnja na Pelješcu, Smilčić kraj Zadra, Danilo kraj Šibenika i Zelena pećina kraj Mostara.
Naselje na nalazištu Gromača–Javorika na Brijunima iz vremena je kasnoga neolitika. U poluukopanim zemunicama uz keramiku kasnoga neolitika nađeni su i eneolitički i ranobrončanodobni elementi. Neolitik je zastupljen u pećinama (Podrebar, Nugla, Klanjčeva peć) i naseljima na otvorenim prostorima (Verudela, Kamenjak, Premantura) te na uzvisinama na kojima su poslije nastajale gradine (Limska gradina, Vrčin, Nezakcij, Vrčevan, Šandalja). Pogrebni običaji su slabo poznati, a riječ je tek o pojedinačnim nalazima u Boriku kraj Medulina i pećini Oporovini.